# 장인권
장인권(1945년 11월 17일 ~ )은 대한민국의 유도 선수이다. 그는 1972년 하계 올림픽 남자 하프 미들급 경기 에 출전했었다.